# Занемаривање деце
Занемаривање деце дефинише се као акт или синдром одсуства бриге о основним физичким, емоционалним, социјалним и другим потребама деце од стране родитеља. Основне форме занемаривања су: физичко, образовно, здравствено и емоционално занемаривање као и неадекватан надзор, експлоатација и напуштање детета.